# Souss-Massa-Draâ
Souss-Massa-Draâ (en àrab: سوس ماسة درعة) és una de les setze regions en què està organitzat el Marroc. La seva capital és Agadir.
La regió està situada al sud del país, al sud de l'Alt Atles, i està banyada per l'oceà Atlàntic. Al nord limita amb les regions de Meknès-Tafilalet, Tadla-Azilal i Marràqueix-Tensift-El-Haouz, i al sud amb la regió de Guelmim-Es Semara i Algèria.
La regió té un total de 3.113.653 habitants repartits en 72.506 km². Fou creada en 1997 i fou dissolta en setembre de 2015

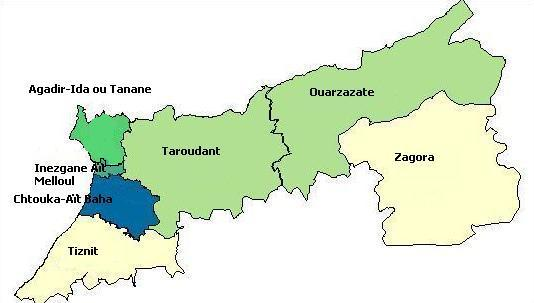
Divisió administrativa de la regió

## Subdivisions
La regió es dividia en dues prefectures i cinc províncies: 
- Prefectura d'Agadir Ida-Outanane (ara part de la regió Souss-Massa)
- Prefectura d'Inezgane-Aït Melloul (ara part de la regió Souss-Massa)
- Província de Chtouka-Aït Baha (ara part de la regió Souss-Massa)
- Província de Ouarzazate (ara part de la regió Drâa-Tafilalet)
- Província de Sidi Ifni (des de 2009; ara part de la regió Guelmim-Oued Noun)
- Província de Taroudant (ara part de la regió de Souss-Massa)
- Província de Tinghir (des de 2009; ara part de la regió de Drâa-Tafilalet)
- Província de Tiznit (ara part de la regió de Souss-Massa)
- Província de Zagora (ara part de la regió de Drâa-Tafilalet)

## Economia
El turisme, l'agricultura de regadiu i la pesca són els principals recursos de la regió.

## Evolució demogràfica
| 2.635.522                          | 3.113.653 | 3.601.917 |
| 1994, 2004, 2014 : censos oficials |           |           |

## Turisme
Agadir és una destinació turística reconeguda mundialment, una de les principals del Marroc, freqüentat tant pel turisme internacional, fonamentalment a l'hivern, com nacional, a l'època d'estiu.
Un dels principals recursos de la zona quant a atractiu turístic és el Parc Nacional de Souss-Massa, en què es troben paisatges notables i l'última població viable de l'ibis ermità, espècie en perill crític de desaparició. Diverses iniciatives d'ecoturisme s'han realitzat en particular a la desembocadura del riu oued Massa, on es poden fer rutes acompanyades de guies locals amb l'observació d'aus aquàtiques i les passejades a lloms d'ase com atractius afegits a la riquesa cultural de l'àrea.